# A Song of Orpheus
A Song of Orpheus "Fantasie voor cello en orkest" is een compositie van de Amerikaanse componist William Schuman. Het is een soort celloconcert, verpakt in een fantasie.

## Geschiedenis
Het werk is geschreven in opdracht van de Ford Foundation; zij hadden cellist Leonard Rose in gedachten. Rose gaf dan ook de première op 17 februari 1962, samen met het Indianapolis Symphony Orchestra onder leiding van Izler Solomon. Het is een fantasie naar het gedicht van Shakespeare Orpheus with his lute; uit Henry VIII. Schuman componeerde eerder op basis van dit gedicht een lied (1944) en hergebruikte dat materiaal voor deze compositie. Later volgde op basis van hetzelfde gedicht een werkje voor kamerorkest In Sweet Music. Schuman heeft uitdrukkelijk bepaald dat het gedicht in het programmablad moet worden vermeld als er een uitvoering wordt gegeven; een alternatief (dat overigens voor zover bekend nooit is toegepast) is dat het gedicht voor uitvoering wordt voorgelezen. De fantasie werd ook een geschenk aan zijn vrouw vanwege de viering van hun 25-jarig huwelijk.

## Muziek
De fantasie voor cello en orkest is een eendelig werk, maar er valt een onderverdeling te maken in drie secties. De cello begint solo, waarna andere instrumenten zich bij de cello voegen. De cellopartij is daarbij één lang uitgerekte cadenza; de begeleiding is zo dun georkestreerd, dat deze bijna niet opvalt. De tweede sectie brengt het orkest meer naar de voorgrond, met flink wat hoorngeschal; ook de hobo heeft een flink uitgebreide partij. Bij de derde sectie gaat het gelijk op; het decrescendo naar het slot wordt door beide verzorgd maar de cello blijft alleen over.

### Orkestratie
De term orkest is wellicht wat ruim genomen voor deze compositie:
- 3 dwarsfluiten, waaronder 1 piccolo; 2 hobo’s; 2 klarinetten, 1 basklarinet, 2 fagotten;
- 4 hoorns
- harp en piano

De harp speelt in het werk een dubbelrol; het is de vertaling van de componist van de luit, maar moet uiteindelijk de solist ondersteunen.De muziek is lyrisch en vrij ingetogen. Het werk wordt zelden uitgevoerd.

## Bron en discografie
- Uitgave Naxos: Yehuda Hanani (cello) en het RTÉ National Symphony Orchestra o.l.v. William Eddins
- Uitgave Columbia Records; Rose met het Cleveland Orchestra o.l.v. George Szell

Symfonieën: Symfonie nr. 1 · 2 · 3 · 4 · 5 · 6 · 7 · 8 · 9 · 10

Werken: Variations on "America" · A Song of Orpheus · Circus Overture · Night Journey · Orchestra Song